# Esref Apak
Esref Apak (Turquía, 3 de enero de 1982) es un atleta turco, especializado en la prueba de lanzamiento de martillo en la que llegó a ser medallista de bronce olímpico en 2004.

## Carrera deportiva
En los JJ. OO. de Atenas 2004 ganó la medalla de bronce en el lanzamiento de martillo, llegando hasta los 79.51 metros, tras el japonés Koji Murofushi (oro con 82.91 metros); la plata no se entregó por descalificación.